# Pompa Air
Pompa Air is een bestuurslaag in het regentschap Batang Hari van de provincie Jambi, Indonesië. Pompa Air telt 2233 inwoners (volkstelling 2010).